# توماس مولر
.توماس مولر (تُلفظ بالألمانية: [ˈtoːmas ˈmʏlɐ]؛ مواليد 13 سبتمبر 1989) هو لاعب كرة قدم ألماني يلعب في مركز صانع الألعاب والهجوم مع نادي فانكوفر وايتكابس في الدوري الأمريكي.
يُعدّ مولر لاعباً متعدد الاستخدامات، حيث يلعب كلاعب خط وسط أو مهاجم، وقد شارك في مجموعة متنوعة من الأدوار الهجومية – كلاعب خط وسط مهاجم، مهاجم ثان، رأس حربة وعلى أي من الجناحين.
لقد تمّت الإشادة به على تمركزه، وعمله الجماعي، ولياقته العالية، ومعدل ركضه، وتوازنه ما بين تسجيل الأهداف وصناعتها. كما يُنظر إليه على نطاق واسع على أنه أحد أفضل اللاعبين الذين يلعبون بدون الكرة على الإطلاق بسبب وعيه بالتمركز. ونظرًا لنقاط القوة العديدة في لعبه، يُنظر إليه على نطاق واسع على أنه أحد أكثر اللاعبين المهاجمين اكتمالاً في اللعبة.
مولر هو نتاج أكاديمية بايرن ميونخ للشباب، وحقق نجاحًا كبيرًا مع الفريق الأول في موسم 2009–10 بعد أن تمّ تعيين لويس فان خال مدرباً رئيسياً. شارك في معظم المباريات، حيث فاز النادي بثنائية الدوري والكأس، ووصل إلى نهائي دوري أبطال أوروبا. سجل مولر 23 هدفاً في موسم 2012–13 حيث فاز بايرن بالثلاثية التاريخية؛ لقب الدوري، والكأس، ودوري الأبطال. حطم الرقم القياسي في الدوري الألماني بتمريره 21 تمريرة حاسمة في موسم واحد (وهو رقم قياسي في البطولات الخمس الكبرى بالاشتراك مع ليونيل ميسي في الدوري الإسباني)، وسجّل 14 هدفًا، حيث فاز بايرن بالثلاثية الثانية في موسم 2019–20.
تلقى مولر أول استدعاء للمنتخب الألماني في 2010. في كأس العالم 2010، سجّل خمسة أهداف في ست مباريات، واحتل المنتخب الألماني المركز الثالث. حصل على جائزة أفضل لاعب شاب في البطولة، وفاز بالحذاء الذهبي كأفضل هدّاف في البطولة برصيد خمسة أهداف وثلاث تمريرات حاسمة.
في نهائيات كأس العالم 2014 لعب دورًا رئيسيًا في مساعدة منتخبه على الفوز باللقب، بتسجيله خمسة أهداف، واستلم الكرة الفضية كثاني أفضل لاعب في البطولة والحذاء الفضي ثاني أفضل هداف، كما تم اختياره في تشكيلة كل النجوم لكأس العالم و"فريق الأحلام".
في عام 2014، صُنّف مولر في المرتبة الخامسة كأفضل لاعب كرة قدم في العالم، من قبل صحيفة الغارديان. يُعدّ مولر أكثر لاعب ألماني تتويجًا بالبطولات، حيث فاز بـ28 لقباً في مسيرته.

## مسيرته الكروية

### بدايته المبكرة
لعب مولر في شبابه مع تي إس في بال، وفي سن العاشرة قطع مسافة 50 كيلومترًا (31 ميلًا) للانضمام إلى فريق بايرن ميونخ المحلي في الدوري الألماني عام 2000. تقدم من خلال أكاديمية الشباب وكان جزءًا من الفريق الذي أنهى في المركز الثاني في دوري الدرجة الأولى الألماني تحت 19 عام 2007. شارك لأول مرة مع الفريق الرديف في مارس 2008 عندما حل محل ستيفان فورستنير في مباراة بالدوري الإقليمي ضد أونترهاخينغ، والتي سجل فيها هدفًا. شارك في مباراتين إضافيتين في الدوري الإقليمي في موسم 2007–08، بينما استمر في اللعب مع فريق تحت 19 سنة. في الموسم التالي، تأهل الفريق الثاني لبايرن إلى البطولة التي تم تشكيلها حديثًا وهي الدوري الألماني الدرجة الثالثة، ومولر أثبت نفسه كلاعب رئيسي – لعب 32 من أصل 38 مباراة وسجل 15 هدف ليصبح خامس هدافي الدوري. كما شارك في الفريق الأول تحت قيادة المدرب يورغن كلينسمان؛ شارك في المباريات الودية استعدادًا للموسم الجديد، وشارك لأول مرة في 15 أغسطس 2008، عندما دخل كبديل عن ميروسلاف كلوزه في الدقائق العشر الأخيرة من مباراة في الدوري ضد هامبورغ. على الرغم من شعور مولر بأن أدائه لم يسير على ما يرام، فقد شارك في ثلاث مباريات أخرى في الدوري الألماني في ذلك الموسم وشارك لأول مرة في دوري أبطال أوروبا في 10 مارس 2009 عندما تم استبداله في الدقيقة 72 لصالح باستيان شفاينشتايغر في مباراة الفوز 7–1 على سبورتينغ لشبونة. سجل الهدف الأخير لبايرن ميونخ حيث فازوا 12–1 في مجموع المباراتين.

### بايرن ميونخ للشباب
شارك مولر لأول مرة في تدريبات الفريق الأول في المعسكر الإعدادي لموسم 2008 تحت قيادة المدرب الألماني يورغن كلينسمان وشارك في بعض المباريات الودية لكنه ظهر رسمياً كلاعب للفريق الأول في بايرن ميونخ في 15 أغسطس من خلال الدوري الألماني وكان ذلك في المباراة التي جمعت بايرن ميونخ بهامبورج ونجح بعدها في المشاركة لثلاث مرات في هذا الموسم وشارك في دوري أبطال أوروبا كذلك كبديل لباستيان شفاينشتايغر في الدقيقة 72 من مباراة سبورتنغ لشبونة البرتغالي في 10 مارس 2009 والتي حسمها البايرن 7–1.

### بايرن ميونخ
وقع توماس مولر على أول عقد احترافي له مع بايرن ميونخ في فبراير 2009 برفقة زميلة هولجر بادشتوبر الذي زامله في كل شيء انطلاقاً من مباريات الناشئين وحتى جذب اهتمام المدرب الهولندي الجديد لبايرن ميونخ لويس فان غال والذي منحهم الفرصة كاملة على حساب نجوم آخرين أمثال ميروسلاف كلوزه وإيفيكا أوليتش ودانييل برانيتش ومارتن ديميكيليس.

#### موسم 2009–10

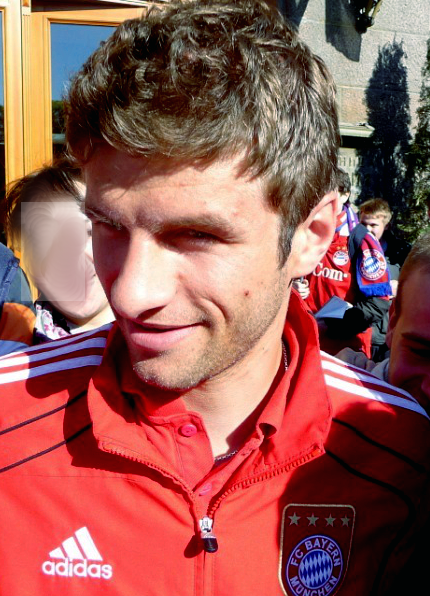
مولر مع بايرن ميونخ في سانت بطرسبرغ، روسيا، مايو 2011

انتفاضة مولر الأولى والتي قدمته للجمهور كانت من خلال مباراة بروسيا دورتموند، عندما سجل هدفين متتاليين في المباراة التي انتهت بانتصار لبايرن بنتيجة 5–1 وعاد بعدها بثلاثة أيام فقط ليسجل في مرمى مكابي حيفا في مسابقة دوري ابطال أوروبا ويعتبر البعض تلك الفترة هي الانطلاقة الحقيقية لمولر حيث توج كلاعب الشهر في البوندزليجا وبدأ الجميع ينسبون مستواه لجيرد مولر.
دفع إدارة بايرن ميونخ للتفكير جدياً في تجديد تعاقد اللاعب وهو ما حدث بالفعل حيث تم توقيع عقد يربطه ببايرن ميونخ لمدة ثلاث سنوات كاملة قبل أنطلاق القسم الثاني من جدول مباريات البوندزليجا للموسم الماضي والذي شارك فيها مولر بانتظام تام ونجح في سد العجز الذي تركته إصابة فرانك ريبيري في الرواق الأيسر تارة وإصابة أرين روبين في الجناح الأيمن تارة أخرى قبل أن يعود لمسلسل التسجيل في أبريل 2010 محرزاً الهدف الثاني في مرمى المنافس الأول شالكه الذي كان ينافس بشراسة على لقب الدوري تبعها سجل مولر أول هاتريك في مسيرته الأحترافية أمام بوخوم في الأسبوع التالي.
بعدما جمع 13 هدف وصنع 11 آخرين وتوج مع بايرن ميونخ بطلاً للبوندزليجا على ملعب العاصمة الألمانية برلين، عاد مولر من جديد بصحبة بايرن ميونخ لنفس الملعب لخوض المباراة النهائية في كأس ألمانيا أمام فيردر بريمن حيث كان يخفي الكثير لأبناء الرداء الأخضر فسجل في مرماهم هدف وصنع هدفين في المباراة التي انتهت برباعية نظيفة استلم بعدها بايرن ميونخ الكأس الألمانية.
انهى مولر موسمه مع بايرن ميونخ في ملعب سانتياغو بيرنابيو بالعاصمة الإسبانية مدريد على ايدي إنتر ميلان الإيطالي حيث خسر نهائي دوري أبطال أوروبا بهدفين لصفر في المباراة التي خاض مولر شوطها الثاني فقط ولم يفعل أي شيء باستثناء تصويبة قوية تصدى لها الحارس البرازيلي خوليو سيزار.
ختم مولر موسمه الاحترافي الأول برصيد 52 مباراة مع فريقه وأحرز 19 هدف جعلت صحيفة كيكر الألمانية الشهيرة تختاره كأفضل وافد للدوري كما أعلن الاتحاد الألماني عن اسمه كواحد من أعضاء فريق الدوري للموسم.

#### موسم 2011–12
في المباراة الأولى لبايرن ميونخ، مُنح مولر جائزة رجل المباراة بعد تسببه بركلتي جزاء تم تسجيلهما من قبل ماريو غوميز وباستيان شفاينشتايغر، ثم أضاف مولر الهدف الثالث في ليحقق فوزًا بنتيجة 3–0 على آينتراخت براونشفايغ. احتاج مولر إلى خمس مباريات ليحرز هدفه الأول في الدوري؛ سجلها ضد شالكه في فوز بايرن 2–0. ثم سجل مولر في المباراة التالية لبايرن ميونخ على أرضه في بدايات المباراة، وفازوا 3–0. في 26 نوفمبر 2011، سجل مولر الهدف الأول في نصف ساعة من فوز البايرن 6–0 على إنغولشتات، ليصل إلى هدفه الثاني في كأس ألمانيا. كان مولر على القائمة المختصرة لجائزة الكرة الذهبية لهذا العام. في 10 و 15 يناير، في المباريات الودية لبايرن، سجل مولر ثلاثة أهداف في مباراتين، ثنائية ضد الهند (وفاز بعد ذلك بايرن 4–0) وهدف واحد في فوز البايرن الآخر 4–0 على روت–فايس اريفيت. قدم مولر تمريرات حاسمة في فوز بايرن ميونخ على شتوتغارت في كأس ألمانيا. في 11 فبراير، لعب بايرن ضد كايزرسلاوترن وأنهى مولر جفاف الأهداف الذي استمر منذ 24 سبتمبر 2011 بضربة رأس في فوزهم 2–0. في 31 مارس 2012، لعب مولر مباراته رقم 100 في الدوري الألماني ضد نورنبرغ. في 19 مايو 2012، سجل مولر الهدف الافتتاحي في نهائي دوري أبطال أوروبا ضد تشيلسي بضربة رأس قوية. تم استبداله بعد ذلك بوقت قصير. لكن بايرن ميونخ خسر المباراة النهائية بركلات الترجيح. ذكر مولر مدى استيائه من مقدار الوقت الذي أمضاه على الدكة مؤخرًا. قال مولر إنه على الرغم من استياءه لا يزال يرغب بالبقاء في بايرن. خلال الموسم، سجل مولر سبعة أهداف في 34 مباراة بالدوري، وهدفين في خمس مباريات في كأس ألمانيا، وهدفين في 14 مباراة في دوري أبطال أوروبا.

#### موسم 2012–13

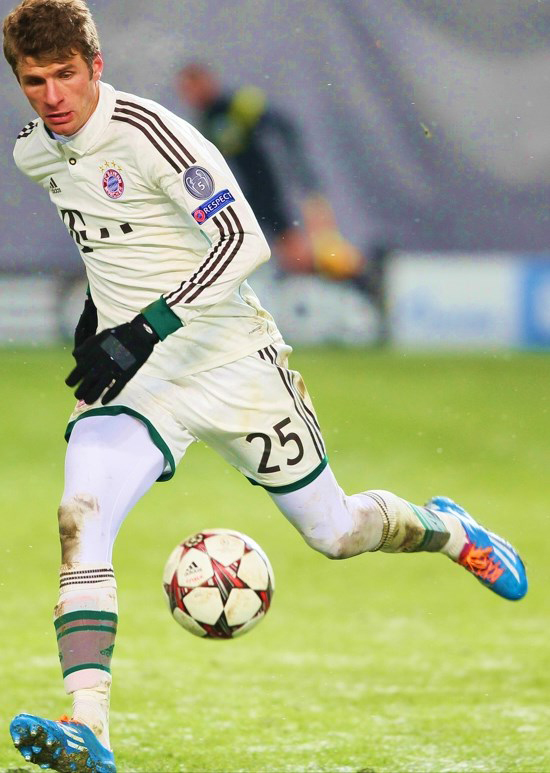
مولر يلعب مع بايرن في عام 2013

#### موسم 2014–15

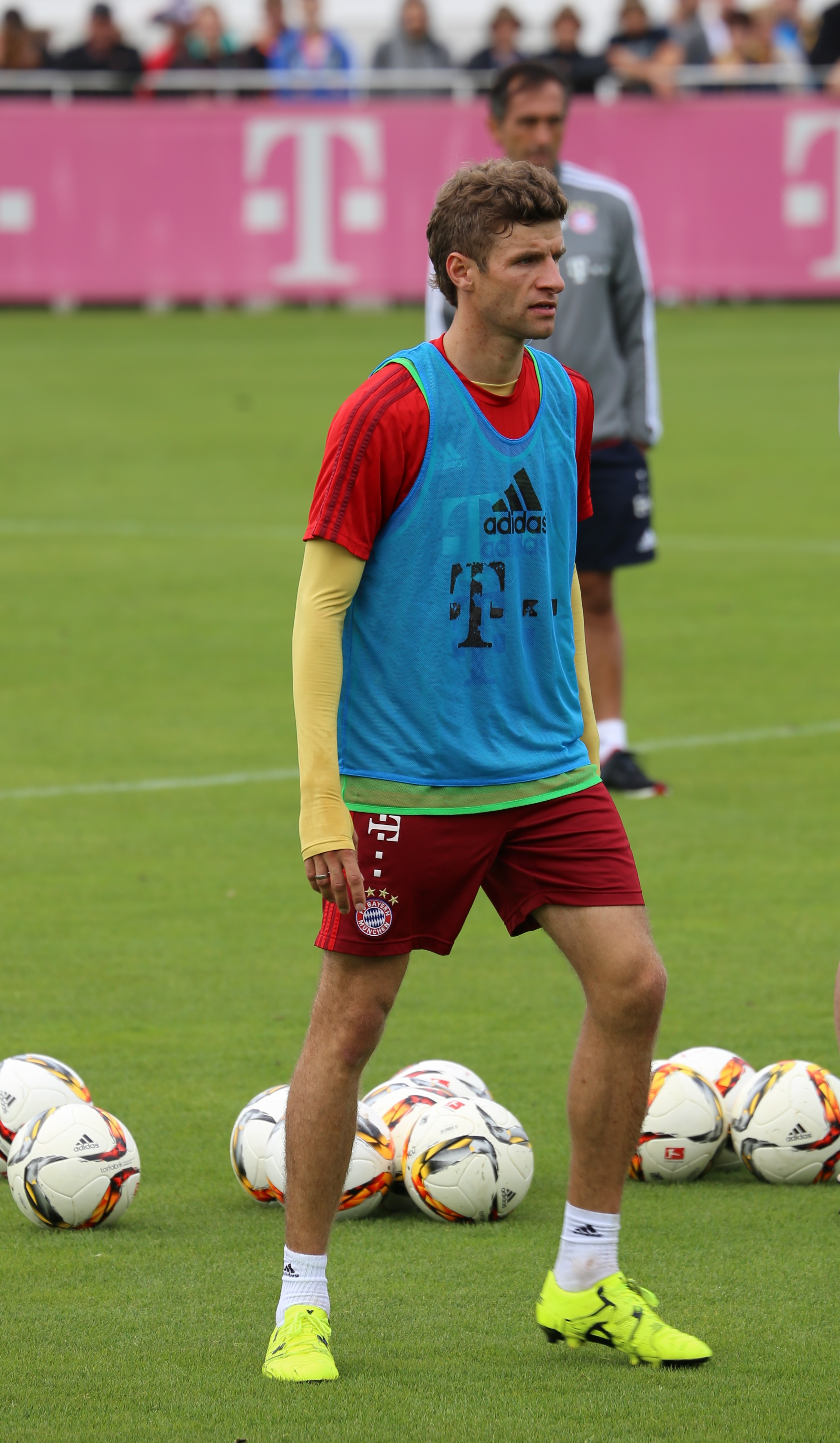
مولر في جلسة تدريبية عام 2015

بعد موسم 2013–14، وقع مولر عقدًا جديدًا يبقيه في بايرن حتى عام 2019 ورفض عرضًا من مانشستر يونايتد. [8] لعب مولر في كأس السوبر الألماني 2014 والتي كانت أول مباراة لبايرن في موسم 2014–15. خسر بايرن المباراة 2–0. كان هدفه الأول في الموسم ضد بروسيا مونستر في كأس ألمانيا في 17 أغسطس 2014. ثم في المباراة الافتتاحية للدوري الألماني، في 22 أغسطس 2014، سجل مولر الهدف الافتتاحي لموسم الدوري لبايرن ميونخ ضد فولفسبورغ. حقق بايرن الفوز بالمباراة 2–1. في 11 مارس 2015، سجل مولر ثنائية ضد شاختار دونيتسك في الفوز 7–0 ليتعادل مع زميله السابق ماريو غوميز باعتباره اللاعب الألماني الأكثر تسجيلًا في تاريخ دوري أبطال أوروبا. أصبح بعد ذلك القائد عندما سجل في فوز 6–1 على بورتو في 21 أبريل 2015. أنهى الموسم برصيد 13 هدفًا في 32 مباراة بالدوري، بالإضافة إلي تسجيله لهدف في خمس مباريات في كأس ألمانيا، وسجل سبعة أهداف في عشر مباريات في دوري أبطال أوروبا.

#### موسم 2016–17
بدأ مولر موسم 2016–17 بالفوز والتسجيل في كأس السوبر الألماني 2016 ضد بوروسيا دورتموند في 14 أغسطس 2016. في الدوري، لم يسجل مولر لمدة 999 دقيقة حتى سجل خلال مباراة على أرضه ضد فولفسبورغ في الدقيقة 76. أنهى موسم 2016–17 بتسجيله خمسة أهداف في 29 مباراة في الدوري الألماني، ولم يسجل أي هدف في ثلاث مباريات في كأس ألمانيا، وسجل ثلاثة أهداف في تسع مباريات في دوري أبطال أوروبا. تصدر مولر قائمة الصناعة في الدوري الألماني بـ12 تمريرة حاسمة.
ألقى العديد من خبراء كرة القدم الألمان مثل لوتار ماتيوس باللوم على المدرب كارلو أنشيلوتي بسبب معاناة مولر أمام المرمى. غالبًا ما فضل أنشيلوتي تياغو ألكانتارا باعتباره اللاعب الذي يلعب خلف المهاجم، مركز مولر الرئيسي. غالبًا ما كان مولر على مقاعد البدلاء في المباريات المهمة في أوروبا وفي الدوري الألماني.

#### موسم 2017–18
بدأ مولر موسم 2017–18 باللعب في كأس السوبر الألماني 2017. لعب في أول 67 دقيقة قبل أن يحل محله كينغسلي كومان. كان هدفه الأول هذا الموسم ضد ماينتس في الجولة الرابعة من الدوري الألماني. في 21 يناير 2018، سجل ثنائية ضد فيردر بريمن في الدوري الألماني. في 20 فبراير 2018، سجل مولر ثنائية في مرمى بشكتاش في دوري أبطال أوروبا.
تصدر مولر قائمة الصناعة في الدوري الألماني بـ14 تمريرة حاسمة. كما سجل ثمانية أهداف في 29 مباراة بالدوري.

#### موسم 2019–20
في 2 نوفمبر 2019، شارك مولر في مباراته الرسمية رقم 500 مع بايرن، وأصبح عاشر لاعب في بايرن يصل إلى هذا الرقم منذ صعود النادي إلى الدوري الألماني الدرجة الأولى في عام 1965. في الشهر التالي، أصبح أول لاعب يصل إلى 11 تمريرة حاسمة في النصف الأول من موسم الدوري، محققًا الرقم القياسي الجديد في فوز فريقه 2–0 على فولفسبورغ. في 7 أبريل 2020، قرر مولر تمديد عقده مع بايرن ميونخ حتى عام 2023. مرر 20 تمريراته الحاسمة في موسم الدوري في مباراة خارج ملعبه ضد باير ليفركوزن في الجولة 30، محطمًا الرقم القياسي لأكثر التمريرات الحاسمة في موسم واحد، والذي كان يحتفظ به سابقًا كيفين دي بروين وإيميل فوشبري. قدم تمريرة حاسمة أخرى في مباراة خارج أرضه ضد فولفسبورغ في الجولة 34، لينهي الموسم برقم قياسي من 21 تمريرة حاسمة.
في 14 أغسطس، سجل مولر هدفين في مباراة ربع نهائي من دوري أبطال أوروبا 2019–20 أمام برشلونة، والتي انتهت بالفوز 8–2. في وقت لاحق، فاز بايرن ميونخ بلقبه السادس في دوري أبطال أوروبا والثاني لمولر. وأنهى الموسم بتسجيله 8 أهداف في 33 مباراة بالدوري، وهدفين في ست مباريات في كأس ألمانيا، و 4 أهداف في 10 مباريات في دوري أبطال أوروبا.

#### موسم 2020–21
في 18 سبتمبر 2020، سجل مولر هدفه الأول هذا الموسم وصنع آخر في الفوز 8–0 على شالكه. تمكن لاحقًا من الفوز بكأس السوبر الأوروبي وكأس السوبر الألماني ليكون لقبه السابع والعشرين في مسيرته الكروية؛ ليصبح اللاعب الأكثر تتويجًا في تاريخ ألمانيا، محطمًا الرقم القياسي السابق البالغ 26 لقب التي فاز بها زميله السابق في بايرن ميونيخ باستيان شفاينشتايغر. في 11 فبراير 2021، ثبتت إصابته بمرض فيروس كورونا 2019 ودخل الحجر الصحي؛ وبالتالي، لا يمكن اللعب في نهائي كأس العالم للأندية 2020.

## مسيرته الدولية

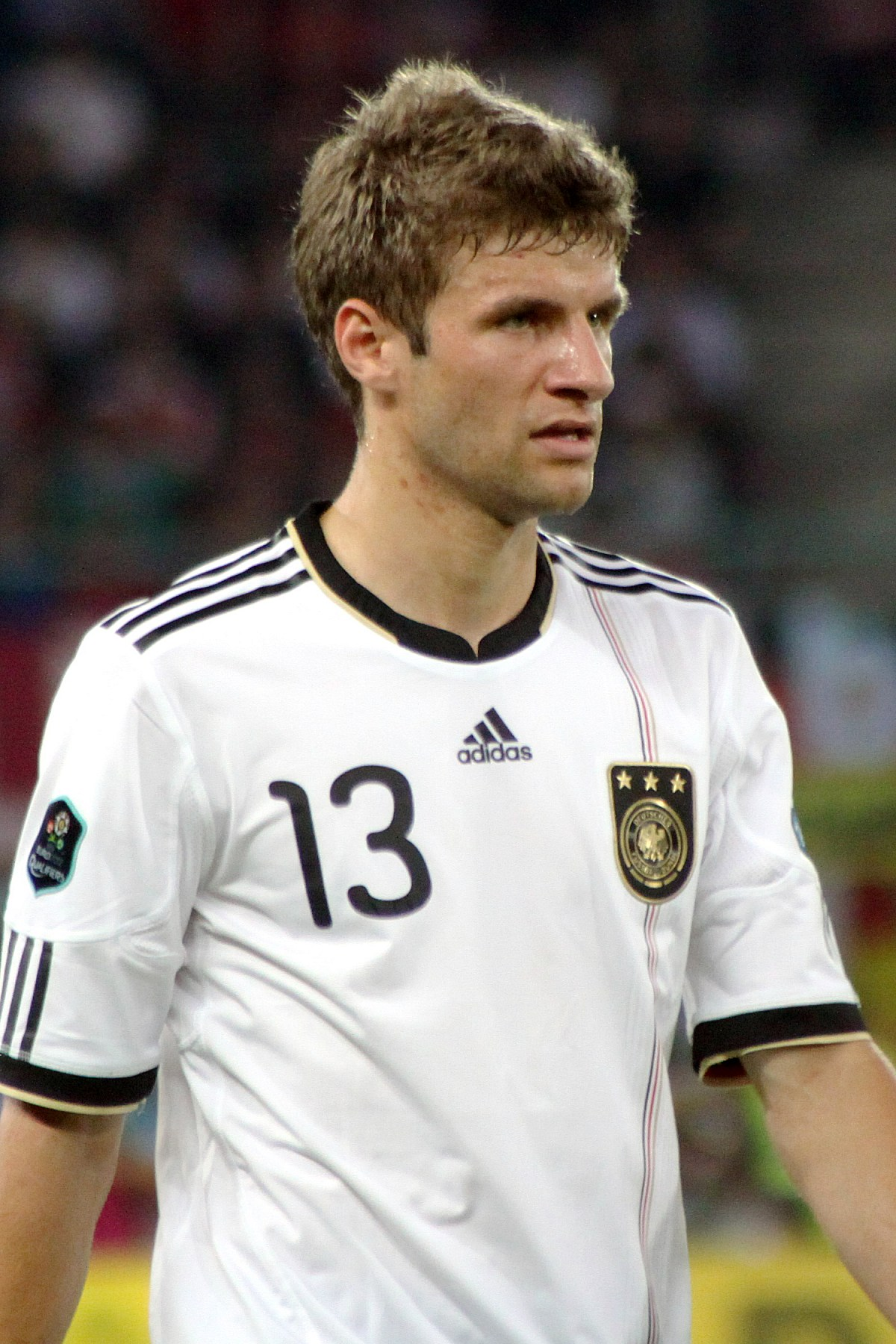
يرتدي توماس مولر الرقم 13 مع ألمانيا، وهو رقم اشتهر بارتدائه الأسطورة الألمانية غيرد مولر الذي قال عن سميه؛ «سيكون لاعبا رائعا».

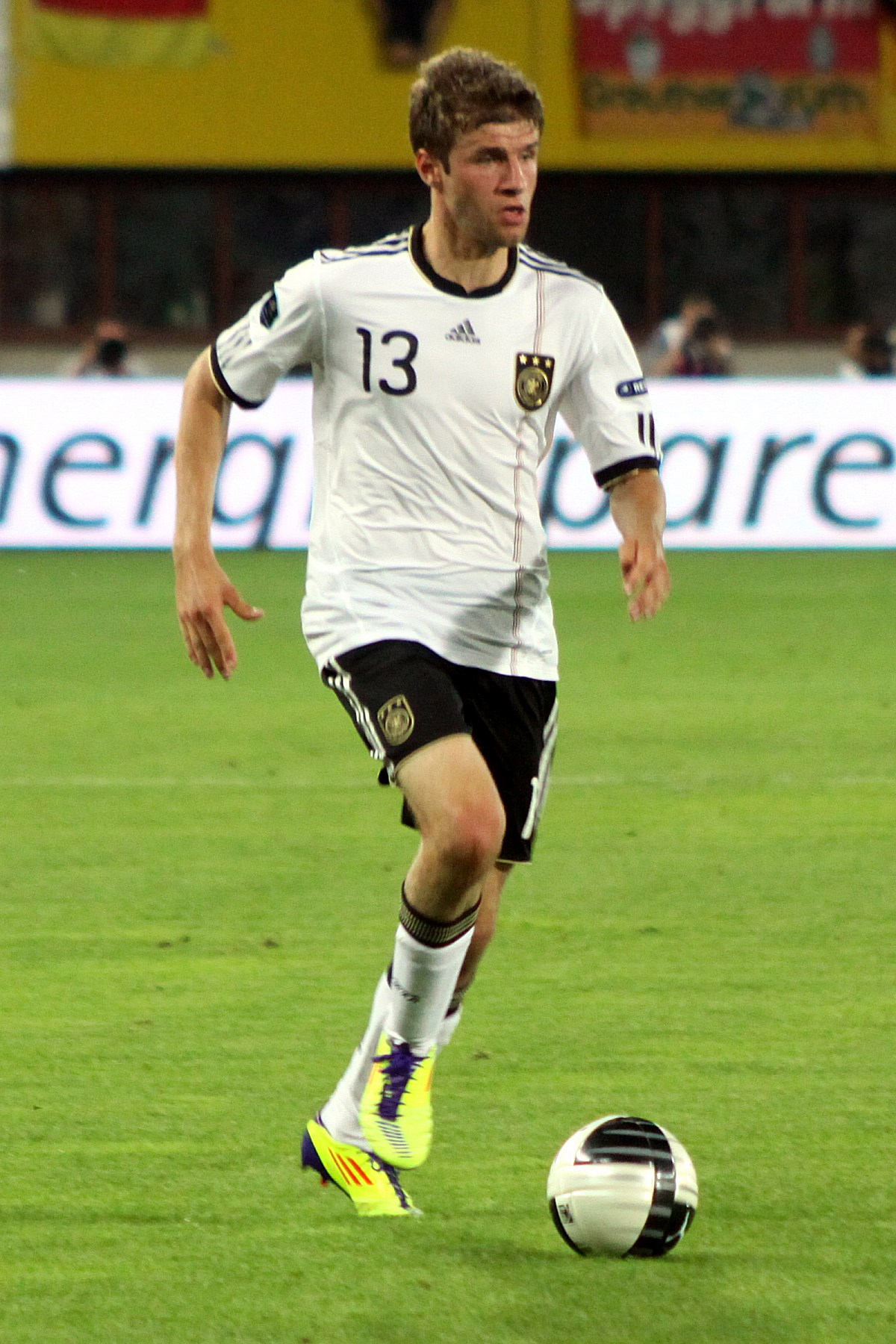
مولر مع ألمانيا عام 2011

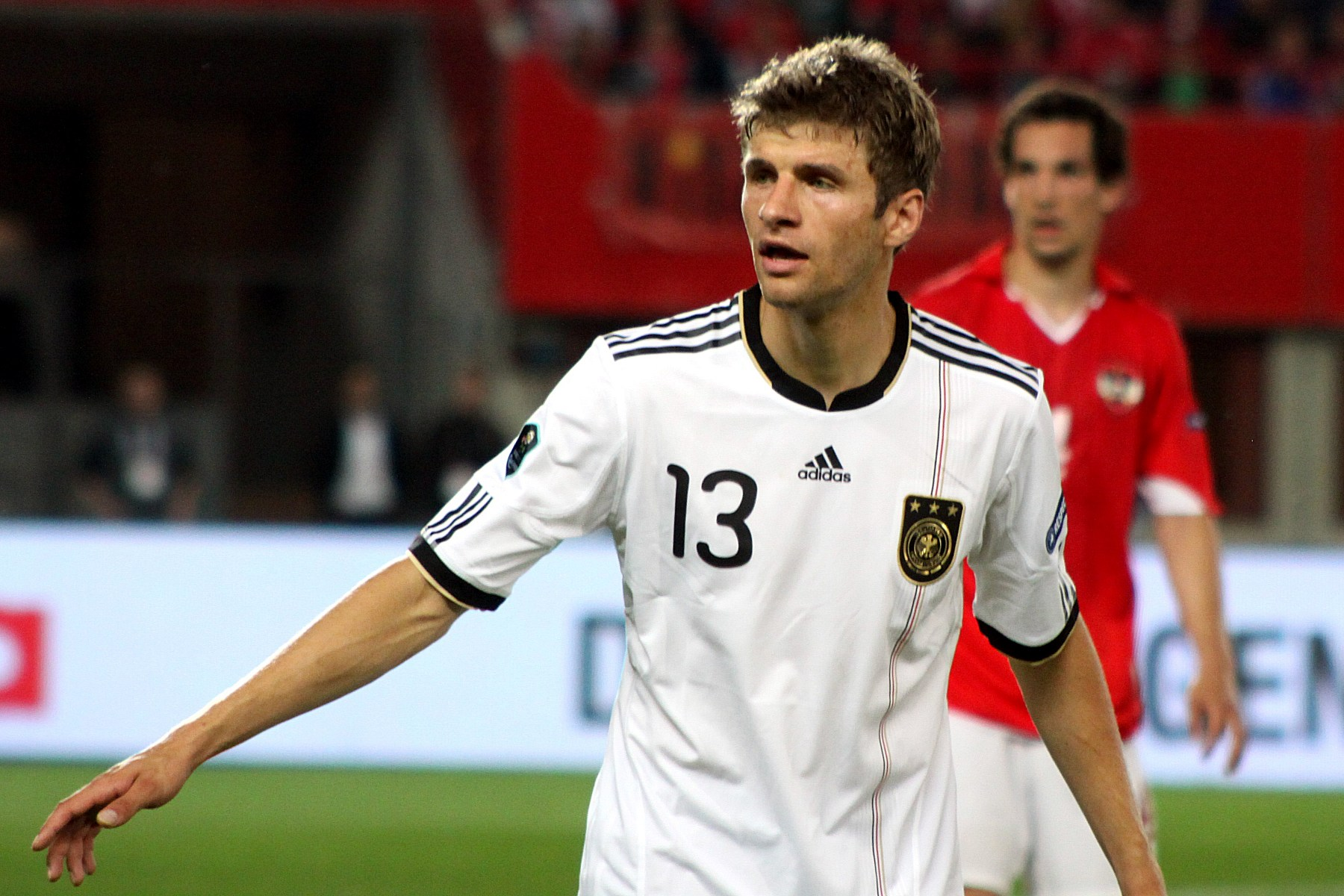
مولر في تصفيات بطولة أمم أوروبا 2012 ضد النمسا.

مثَّل مولر ألمانيا في مختلف مستويات الشباب، بدءًا من ألمانيا تحت 16 سنة في عام 2004. في أغسطس 2009، تم استدعاؤه إلى ألمانيا تحت 21 سنة لأول مرة في الهزيمة الودية 3–1 ضد تركيا. لعب ست مباريات دولية مع منتخب ألمانيا تحت 21 عامًا وسجل هدفًا واحدًا، وكان الهدف الثامن في الفوز 11–0 على سان مارينو.
في أكتوبر من نفس العام، أدى الظهور المنتظم لمولر مع فريق بايرن ميونخ الأول إلى قيام المدير الفني للمنتخب الألماني يواخيم لوف بالقيام علنًا في استدعائه، على الرغم من التردد الأولي من مجلس إدارة بايرن ميونخ؛ في الشهر التالي، تم اختيار مولر في المنتخب لمباراة ودية ضد ساحل العاج. ومع ذلك، تزامن ذلك مع وفاة حارس مرمى المنتخب الوطني روبرت إنكه، مما أدى إلى إلغاء مباراة ضد تشيلي في نفس الأسبوع. مع وجود فرصة أقل لتجربة لاعبين جدد، ومع مواجهة ألمانيا تحت 21 عامًا تصفيات حاسمة لبطولة أمم أوروبا تحت 21 سنة 2011، شعر لوف ومدرب ألمانيا تحت 21 عامًا راينر أدريون أن مولر مطلوب في منتخب ألمانيا تحت 21 عامًا، وتم إعادة مولر مرة أخرى لألمانيا تحت 21 سنة.
عاد إلى المنتخب الأول في لقاءهم التالي، خلال جلسة تدريبية في زيندلفينغن في يناير 2010، وتم اختياره في الفريق للمباراة التالية، مباراة ودية ضد الأرجنتين في مارس. شارك لأول مرة في هذه المباراة في التشكيلة الأساسية على ملعب أليانز أرينا، ملعبه فريقه بايرن ميونخ. تم استبداله في الدقيقة 66 عن زميله المبتدئ توني كروس حيث خسرت ألمانيا 1–0.

### كأس العالم 2010
كانت كأس العالم 2010 والتي اثبت نفسه للمشاركة فيها من خلال المباريات الودية التي اقيمت قبل البطولة حيث انضم لقائمة الـ27 الألمانية للمشاركة في البطولة وكان واحد من سبع لاعبين في المنتخب ينتسبون لبايرن ميونخ وتقلد القميص رقم 13 بعدما تم تقليص القائمة لـ23 لاعب وعلى طريقة قائد المنتخب الألماني وجيرد مولر كان ثالث مشاركات توماس هي مباراة المنتخب الألماني الأولى في كأس العالم حيث بدا المباراة منذ البداية أمام المنتخب الأسترالي وسجل أولى أهدافه الدولية ونجح في حجز مقعد أساسي في جميع المباريات التي لعبها منتخب بلاده في المجموعة الرابعة ثم سجل ثنائية في مرمى المنتخب الإنجليزي في دور الـ16 وأصبح أصغر لاعب بعد بيليه يسجل ثنائية في الأدوار الاقصائية بكأس العالم وأصغر ألماني بعد فرانز بيكنباور يسجل ثنائية في مباراة للمنتخب الألماني.
سجل مولر هدفه الرابع في البطولة في مرمى الأرجنتين في الدور ربع النهائي لكنه نال البطاقة الصفراء والتي ابعدته عن مباراة المربع الذهبي أمام المنتخب الإسباني قبل أن يعود في مباراة تحديد المركزين الثالث والرابع ويسجل الهدف الخامس له في البطولة في مرمى المنتخب الأورجوياني وأنهى كأس العالم هدافاً للبطولة وأفضل لاعب ناشئ متفوقاً على لاعبين كانوا مرشحين لنيل هذا اللقب أمثال أندري أيوو الغاني وجيوفاني دوس سانتوس المكسيكي ومنضماً إلى لوكاس بودولسكي الذي حصد اللقب ذاته في النسخة الماضية.

### يورو 2012
شارك مولر في جميع مباريات ألمانيا في تصفيات بطولة أمم أوروبا 2012، حيث تأهل الفريق للنهائيات بنسبة فوز 100٪. قدم مولر سبع تمريرات حاسمة، ثلاثة منها جاءت في فوز بنتيجة 6–2 على النمسا في سبتمبر 2011 والتي ضمنت تأهل ألمانيا للنهائيات مع مباراتين على الأقل. سجل ثلاث أهداف في التصفيات، هدفين أتيا في الفوز 4–0 على كازاخستان في مارس 2011، الهدف الثالث في الفوز 3–1 على تركيا في أكتوبر من نفس العام.
تم ضم مولر إلى تشكيلة يواخيم لوف ليورو 2012، حيث خرج الألمان من الدور نصف النهائي أمام إيطاليا.

### كأس العالم 2014

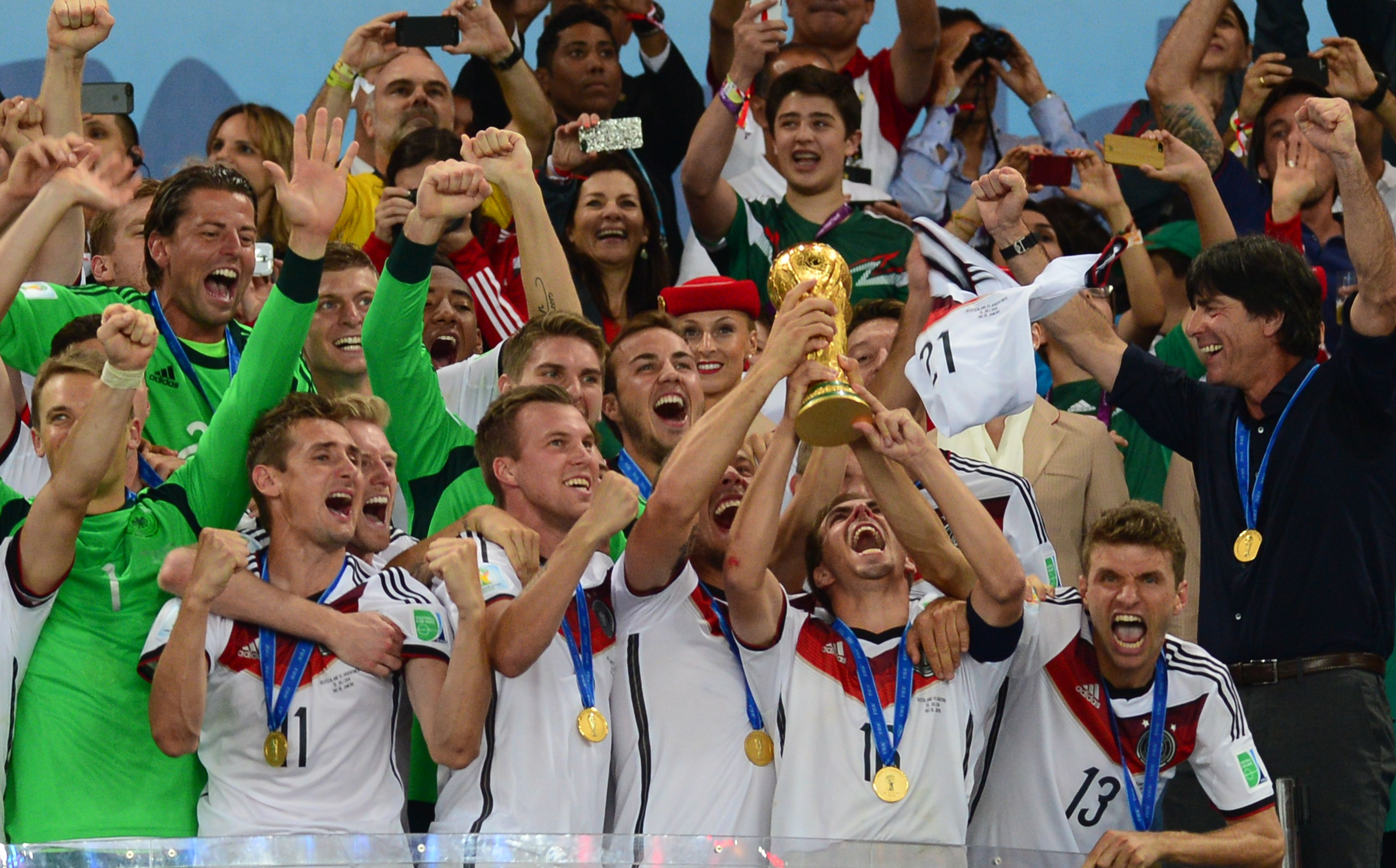
مولر (رقم 13) يحتفل مع ألمانيا بعد الفوز بكأس العالم 2014.

سجل مولر أهدافه الأولى في تصفيات كأس العالم 2014 في 22 مارس 2013، وسجل هدفي ألمانيا الافتتاحي والنهائي في الفوز 3–0 خارج أرضه على كازاخستان. كما سجل في الانتصارات 3–0 على النمسا وجزر فارو ليصل إلى أربعة أهداف في التصفيات.
في 16 يونيو 2014، في مباراة ألمانيا الافتتاحية في كأس العالم 2014، سجل مولر أول هاتريك في البطولة واختير أفضل لاعب في المباراة، حيث فازت ألمانيا على البرتغال بنتيجة 4–0. بالإضافة إلى ذلك، تسبب أيضًا بطرد لبيبي في الدقيقة 37. في 26 يونيو، سجل مولر الهدف الوحيد في المباراة الأخيرة في دور المجموعات ضد الولايات المتحدة ليساعد الألمان على الفوز بالمجموعة السابعة وتبديد الخوف من التواطؤ بين المدرب الألماني يواخيم لوف والمدرب الأمريكي يورغن كلينسمان ليلعبان على التعادل كما حدث في عام 1982.
في 8 يوليو، سجل هدف ألمانيا الافتتاحي في مباراة نصف النهائي 7–1 ضد البرازيل. كان هذا الهدف هو الهدف رقم 2000 لمنتخب ألمانيا في تاريخها. سجل مولر الآن خمسة أهداف في أول نسختين يلعبها من نهائيات كأس العالم، مما جعله ثالث لاعب يفعل ذلك (بعد توفيلو كوبيلاس وزميله في المنتخب ميروسلاف كلوزه). بهذا الهدف، عادل هيلموت ران بتسجيله 10 أهداف في كأس العالم.
في 11 يوليو، تم اختيار مولر في القائمة المختصرة المكونة من عشرة لاعبين لجائزة الكرة الذهبية لأفضل لاعب في البطولة. بعد أن لعب دورًا رئيسيًا في فوز الفريق بكأس العالم، حصل مولر على الحذاء الفضي كثاني هداف في البطولة برصيد خمسة أهداف، وتم اختياره أيضًا في كأس العالم كل النجوم لكأس العالم.

### يورو 2016
شارك مولر في تسع مباريات من أصل عشر خلال تصفيات ألمانيا لبطولة أمم أوروبا 2016، وسجل تسعة أهداف حيث تصدرت ألمانيا مجموعتها لتتأهل إلى يورو 2016.
شارك مولر في جميع المباريات الست التي خاضتها ألمانيا في نهائيات يورو 2016. في مباراة ربع النهائي ضد إيطاليا، كانت تسديدة مولر هي الأولى التي يتم التصدي لها في ركلات الترجيح خلال البطولة. كانت هذه هي المرة الأولى التي تفشل فيها ألمانيا في التسجيل في ركلات الترجيح منذ أن اضاع أولي شتيليكه في نهائيات كأس العالم 1982. انتهى ركلات الترجيح بفوز ألمانيا 6–5. أضر الأداء الضعيف لمولر خلال البطولة بفرص ألمانيا. في النهاية، أنهى مولر البطولة دون تسجيل أي هدف باسمه في بطولة أوروبا.

### كأس العالم 2018
تم اختيار مولر في التشكيلة النهائية المكونة من 23 لاعبًا لألمانيا من قبل المدير يواخيم لوف للمشاركة في كأس العالم 2018. لعب مولر في جميع المباريات الثلاث لألمانيا ضد المكسيك والسويد وكوريا الجنوبية. شارك مولر كأساسي ضد المكسيك والسويد، لكنه شارك كبديل ضد كوريا الجنوبية. لم ينجح مولر في تسجيل هدف بينما خرجت ألمانيا من كأس العالم في دور المجموعات.
في 5 مارس 2019، أكد مدرب المنتخب الوطني يواخيم لوف أنه سيضع خطط للمنتخب بدون وجود لمولر في المستقبل المنظور، جنبًا إلى جنب مع زملائه في الفريق جيروم بواتينغ وماتس هوملز. قال مولر بعد القرار إنه كان «غاضبًا ومتفاجئًا» لماذا قرر لوف إبعاده هو وزملائه في بايرن.

## حياته الشخصية
ولد مولر في فايلهايم إن أوبربايرن، بافاريا. نشأ في قرية باهل القريبة، والتي أصبحت مركز اهتمام وسائل الإعلام خلال تألقه في كأس العالم. والديه كلاوديا وجيرهارد، وله أخ، سيمون، أصغر منه بسنتين ونصف. في ديسمبر 2009 تزوج من صديقته القديمة ليزا تريدي، وهي فارسة شبه محترفة تعمل في مزرعة،. في يونيو 2011، أصبح سفيراً لمنظمة أجنحة الشباب (بالإنجليزية: YoungWings)، وهي مؤسسة خيرية تساعد الأطفال الذين عانوا من الفجيعة أو الصدمة. وهو روماني كاثوليكي.

## الإحصائيات

### النادي
آخر تحديث 7 أبريل 2021.
| النادي        | الموسم   | الدوري                       | الدوري | الدوري  | الكأس  | الكأس   | أوروبا | أوروبا  | أخرى   | أخرى    | المجموع | المجموع | م.              |
| النادي        | الموسم   | الدرجة                       | الظهور | الأهداف | الظهور | الأهداف | الظهور | الأهداف | الظهور | الأهداف | الظهور  | الأهداف | م.              |
| ------------- | -------- | ---------------------------- | ------ | ------- | ------ | ------- | ------ | ------- | ------ | ------- | ------- | ------- | --------------- |
| بايرن ميونخ ب | 2007–08  | دوري إقليم الجنوب            | 3      | 1       | —      | —       | —      | —       | —      | —       | 3       | 1       | [ 108 ]         |
| بايرن ميونخ ب | 2008–09  | دوري الدرجة الثالثة الألماني | 32     | 15      | —      | —       | —      | —       | —      | —       | 32      | 15      | [ 108 ] [ 109 ] |
| بايرن ميونخ ب | المجموع  | المجموع                      | 35     | 16      | —      | —       | —      | —       | —      | —       | 35      | 16      |                 |
| بايرن ميونخ   | 2008–09  | الدوري الألماني              | 4      | 0       | 0      | 0       | 1      | 1       | —      | —       | 5       | 1       | [ 108 ] [ 109 ] |
| بايرن ميونخ   | 2009–10  | الدوري الألماني              | 34     | 13      | 6      | 4       | 12     | 2       | —      | —       | 52      | 19      | [ 108 ]         |
| بايرن ميونخ   | 2010–11  | الدوري الألماني              | 34     | 12      | 5      | 3       | 8      | 3       | 1      | 1       | 48      | 19      | [ 109 ] [ 110 ] |
| بايرن ميونخ   | 2011–12  | الدوري الألماني              | 34     | 7       | 5      | 2       | 14     | 2       | —      | —       | 53      | 11      | [ 32 ]          |
| بايرن ميونخ   | 2012–13  | الدوري الألماني              | 28     | 13      | 5      | 1       | 13     | 8       | 1      | 1       | 47      | 23      | [ 109 ] [ 111 ] |
| بايرن ميونخ   | 2013–14  | الدوري الألماني              | 31     | 13      | 5      | 8       | 12     | 5       | 3      | 0       | 51      | 26      | [ 109 ] [ 112 ] |
| بايرن ميونخ   | 2014–15  | الدوري الألماني              | 32     | 13      | 5      | 1       | 10     | 7       | 1      | 0       | 48      | 21      | [ 43 ]          |
| بايرن ميونخ   | 2015–16  | الدوري الألماني              | 31     | 20      | 5      | 4       | 12     | 8       | 1      | 0       | 49      | 32      | [ 109 ] [ 113 ] |
| بايرن ميونخ   | 2016–17  | الدوري الألماني              | 29     | 5       | 3      | 0       | 9      | 3       | 1      | 1       | 42      | 9       | [ 46 ] [ 109 ]  |
| بايرن ميونخ   | 2017–18  | الدوري الألماني              | 29     | 8       | 5      | 4       | 10     | 3       | 1      | 0       | 45      | 15      | [ 49 ] [ 50 ]   |
| بايرن ميونخ   | 2018–19  | الدوري الألماني              | 32     | 6       | 6      | 3       | 6      | 0       | 1      | 0       | 45      | 9       | [ 114 ] [ 115 ] |
| بايرن ميونخ   | 2019–20  | الدوري الألماني              | 33     | 8       | 6      | 2       | 10     | 4       | 1      | 0       | 50      | 14      | [ 116 ] [ 117 ] |
| بايرن ميونخ   | 2020–21  | الدوري الألماني              | 25     | 10      | 2      | 1       | 8      | 2       | 3      | 1       | 38      | 14      | [ 118 ]         |
| بايرن ميونخ   | المجموع  | المجموع                      | 376    | 128     | 58     | 33      | 125    | 48      | 14     | 4       | 573     | 213     |                 |
| الإجمالي      | الإجمالي | الإجمالي                     | 411    | 144     | 58     | 33      | 125    | 48      | 14     | 4       | 608     | 229     |                 |

1. 1 2 3 4 5 6 7 8 9 10 11 12 13  المباريات في دوري أبطال أوروبا
2. 1 2 3 4 5 6 7 8  المباراة في كأس السوبر الألماني
3. ↑  المباريات في كأس السوبر الألماني وكأس السوبر الأوروبي وكأس العالم للأندية

### المنتخب
آخر تحديث 19 نوفمبر 2018.
| المنتخب الوطني | العام   | الظهور | الأهداف |
| -------------- | ------- | ------ | ------- |
| ألمانيا        | 2010    | 12     | 5       |
| ألمانيا        | 2011    | 13     | 5       |
| ألمانيا        | 2012    | 13     | 0       |
| ألمانيا        | 2013    | 9      | 6       |
| ألمانيا        | 2014    | 15     | 10      |
| ألمانيا        | 2015    | 6      | 5       |
| ألمانيا        | 2016    | 15     | 5       |
| ألمانيا        | 2017    | 6      | 1       |
| ألمانيا        | 2018    | 11     | 1       |
| المجموع        | المجموع | 100    | 38      |

اعتبارًا من 19 نوفمبر 2018. قائمة الأهداف والنتائج مع منتخب ألمانيا الأول.
| #  | التاريخ        | المكان                                               | الخصم            | الهدف | النتيجة | المسابقة                     |
| -- | -------------- | ---------------------------------------------------- | ---------------- | ----- | ------- | ---------------------------- |
| 1  | 13 يونيو 2010  | ملعب موزيس مابيدا، ديربان، جنوب أفريقيا              | أستراليا         | 3–0   | 4–0     | كأس العالم 2010              |
| 2  | 27 يونيو 2010  | ملعب فري ستيت، بلومفونتين، جنوب أفريقيا              | إنجلترا          | 3–1   | 4–1     | كأس العالم 2010              |
| 3  | 27 يونيو 2010  | ملعب فري ستيت، بلومفونتين، جنوب أفريقيا              | إنجلترا          | 4–1   | 4–1     | كأس العالم 2010              |
| 4  | 3 يوليو 2010   | ملعب كيب تاون، كيب تاون، جنوب أفريقيا                | الأرجنتين        | 1–0   | 4–0     | كأس العالم 2010              |
| 5  | 10 يوليو 2010  | ملعب نيلسون مانديلا باي، بورت إليزابيث، جنوب أفريقيا | الأوروغواي       | 1–0   | 3–2     | كأس العالم 2010              |
| 6  | 26 مارس 2011   | ملعب فريتز والتر، كايسرسلاوترن، ألمانيا              | كازاخستان        | 2–0   | 4–0     | تصفيات بطولة أمم أوروبا 2012 |
| 7  | 26 مارس 2011   | ملعب فريتز والتر، كايسرسلاوترن، ألمانيا              | كازاخستان        | 3–0   | 4–0     | تصفيات بطولة أمم أوروبا 2012 |
| 8  | 7 أكتوبر 2011  | تورك تليكوم أرينا، إسطنبول، تركيا                    | تركيا            | 2–0   | 3–1     | تصفيات بطولة أمم أوروبا 2012 |
| 9  | 11 نوفمبر 2011 | مجمع أولمبيسكي الوطني الرياضي، كييف، أوكرانيا        | أوكرانيا         | 3–3   | 3–3     | ودية                         |
| 10 | 15 نوفمبر 2011 | ملعب فولكسبارك، هامبورغ، ألمانيا                     | هولندا           | 1–0   | 3–0     | ودية                         |
| 11 | 6 فبراير 2013  | ملعب فرنسا، سان دوني، فرنسا                          | فرنسا            | 1–1   | 2–1     | ودية                         |
| 12 | 22 مارس 2013   | أستانا أرينا، أستانة، كازاخستان                      | كازاخستان        | 1–0   | 3–0     | تصفيات كأس العالم 2014       |
| 13 | 22 مارس 2013   | أستانا أرينا، أستانة، كازاخستان                      | كازاخستان        | 3–0   | 3–0     | تصفيات كأس العالم 2014       |
| 14 | 14 أغسطس 2013  | ملعب فريتز والتر، كايسرسلاوترن، ألمانيا              | باراغواي         | 2–2   | 3–3     | ودية                         |
| 15 | 6 سبتمبر 2013  | أليانز أرينا، ميونخ، ألمانيا                         | النمسا           | 3–0   | 3–0     | تصفيات كأس العالم 2014       |
| 16 | 10 سبتمبر 2013 | تورسفولور، توشهافن، جزر فارو                         | جزر فارو         | 3–0   | 3–0     | تصفيات كأس العالم 2014       |
| 17 | 1 يونيو 2014   | بوروسيا بارك، مونشنغلادباخ، ألمانيا                  | الكاميرون        | 1–1   | 2–2     | ودية                         |
| 18 | 16 يونيو 2014  | أرينا فونتي نوفا، سالفادور، البرازيل                 | البرتغال         | 1–0   | 4–0     | كأس العالم 2014              |
| 19 | 16 يونيو 2014  | أرينا فونتي نوفا، سالفادور، البرازيل                 | البرتغال         | 3–0   | 4–0     | كأس العالم 2014              |
| 20 | 16 يونيو 2014  | أرينا فونتي نوفا، سالفادور، البرازيل                 | البرتغال         | 4–0   | 4–0     | كأس العالم 2014              |
| 21 | 26 يونيو 2014  | أرينا بيرنامبوكو، ريسيفي، البرازيل                   | الولايات المتحدة | 1–0   | 1–0     | كأس العالم 2014              |
| 22 | 8 يوليو 2014   | ملعب مينيراو، بيلو هوريزونتي، البرازيل               | البرازيل         | 1–0   | 7–1     | كأس العالم 2014              |
| 23 | 7 سبتمبر 2014  | الملعب الفيستفالي، دورتموند، ألمانيا                 | إسكتلندا         | 1–0   | 2–1     | تصفيات بطولة أمم أوروبا 2016 |
| 24 | 7 سبتمبر 2014  | الملعب الفيستفالي، دورتموند، ألمانيا                 | إسكتلندا         | 2–1   | 2–1     | تصفيات بطولة أمم أوروبا 2016 |
| 25 | 14 نوفمبر 2014 | ملعب ماكس مورلوك، نورنبرغ، ألمانيا                   | جبل طارق         | 1–0   | 4–0     | تصفيات بطولة أمم أوروبا 2016 |
| 26 | 14 نوفمبر 2014 | ملعب ماكس مورلوك، نورنبرغ، ألمانيا                   | جبل طارق         | 2–0   | 4–0     | تصفيات بطولة أمم أوروبا 2016 |
| 27 | 29 مارس 2015   | بوريس بايتشادزه دينامو أرينا، تبليسي، جورجيا         | جورجيا           | 2–0   | 2–0     | تصفيات بطولة أمم أوروبا 2016 |
| 28 | 4 سبتمبر 2015  | أرينا بنك، فرانكفورت، ألمانيا                        | بولندا           | 1–0   | 3–1     | تصفيات بطولة أمم أوروبا 2016 |
| 29 | 7 سبتمبر 2015  | هامبدن بارك، غلاسكو، اسكتلندا                        | إسكتلندا         | 1–0   | 3–2     | تصفيات بطولة أمم أوروبا 2016 |
| 30 | 7 سبتمبر 2015  | هامبدن بارك، غلاسكو، اسكتلندا                        | إسكتلندا         | 2–1   | 3–2     | تصفيات بطولة أمم أوروبا 2016 |
| 31 | 11 أكتوبر 2015 | ريد بل أرينا، لايبزيغ، ألمانيا                       | جورجيا           | 1–0   | 2–1     | تصفيات بطولة أمم أوروبا 2016 |
| 32 | 4 يونيو 2016   | فيلتينس أرينا، غلزنكيرشن، ألمانيا                    | المجر            | 2–0   | 2–0     | ودية                         |
| 33 | 4 سبتمبر 2016  | ملعب أوليفول، أوسلو، النرويج                         | النرويج          | 1–0   | 3–0     | تصفيات كأس العالم 2018       |
| 34 | 4 سبتمبر 2016  | ملعب أوليفول، أوسلو، النرويج                         | النرويج          | 3–0   | 3–0     | تصفيات كأس العالم 2018       |
| 35 | 8 أكتوبر 2016  | ملعب فولكسبارك، هامبورغ، ألمانيا                     | التشيك           | 1–0   | 3–0     | تصفيات كأس العالم 2018       |
| 36 | 8 أكتوبر 2016  | ملعب فولكسبارك، هامبورغ، ألمانيا                     | التشيك           | 3–0   | 3–0     | تصفيات كأس العالم 2018       |
| 37 | 26 مارس 2017   | ملعب توفيق بهراموف الجمهوري، باكو، أذربيجان          | أذربيجان         | 2–1   | 4–1     | تصفيات كأس العالم 2018       |
| 38 | 23 مارس 2018   | إسبريت أرينا، دوسلدورف، ألمانيا                      | إسبانيا          | 1–1   | 1–1     | ودية                         |

## الإنجازات
بايرن ميونخ
- الدوري الألماني: 2009–10، 2012–13، 2013–14، 2014–15، 2015–16، 2016–17، 2017–18، 2018–19، 2019–20، 2020–21، 2021–22، 2022–23
- كأس ألمانيا: 2009–10، 2012–13، 2013–14، 2015–16، 2018–19، 2019–20
- كأس السوبر الألماني: 2010، 2012، 2016، 2017، 2018، 2020، 2021، 2022
- دوري أبطال أوروبا: 2012–13، 2019–20
- كأس السوبر الأوروبي: 2013، 2020[123]
- كأس العالم للأندية: 2013، 2020[124]

 ألمانيا
- كأس العالم: 2014؛[125] المركز الثالث: 2010[126]

الفردية
- الحذاء الذهبي في كأس العالم: 2010[127]
- الحذاء الفضي في كأس العالم: 2014[128][129]
- أفضل لاعب شاب في كأس العالم: 2010[130]
- وسام الاستحقاق البافاري: 2019[131]
- أفضل لاعب شاب في العالم من ورلد سوكر: 2010[132]
- جائزة برافو: 2010[133]
- جائزة الكرة الذهبية: المركز الخامس عشر 2010، المركز الثالث عشر 2011، المركز السابع العشر 2013، المركز الخامس 2014،[134] المركز السادس 2015[135]
- فريق العام من وسائل الإعلام الرياضية الأوروبية: 2012–13[136]
- جائزة أفضل لاعب في أوروبا: 2013 (المركز السادس)،[137] 2014 (المركز الرابع)،[138] 2016 (المركز العاشر)[139] 2020 (المركز السادس)[140]
- فريق دور المجموعات من دوري ابطال أوروبا: 2015–16[141]
- الكرة الفضية في كأس العالم: 2014[128][129]
- فريق نجوم في كأس العالم: 2014[142]
- فريق الأحلام في كأس العالم: 2014[143]
- فيفبرو الفريق الثالث: 2014، 2015[144][145]
- فيفبرو الفريق الخامس: 2016[146]
- فريق الموسم في الدوري الألماني: 2017–18[147]

## وصلات خارجية
- توماس مولر على موقع الاتحاد الدولي (مؤرشف)  (الإنجليزية)
- توماس مولر على موقع الاتحاد الأوربي (الإنجليزية)
- توماس مولر على موقع إي إس بي إن إف سي (الإنجليزية)
- توماس مولر على موقع قاعدة بيانات كرة القدم.إي يو (الإنجليزية)
- توماس مولر على موقع بيانات كرة القدم. دي إي (الألمانية)
- توماس مولر على موقع ليكيب (الفرنسية)
- توماس مولر على موقع ناشيونال فوتبول تيمز (الإنجليزية)
- توماس مولر على موقع Soccerbase.com (لاعب) (الإنجليزية)
- توماس مولر على موقع Soccerway.com (الإنجليزية)
- توماس مولر على موقع عالم كرة القدم.نت (الإنجليزية)
- موقعه الرسمي

| سبقه ميروسلاف كلوزه | هداف كأس العالم 2010 | تبعه خاميس رودريغيز |